# Eboni Booth
Eboni Booth (New York, 1980/1981) è una drammaturga e attrice statunitense.

## Biografia
Nate e cresciuta nel Bronx, ha studiato alla Fiorello H. LaGuardia High School, all'Università del Vermont e drammaturgia alla Juilliard School. Ha recitato in diversi film e serie televisive, ma è nota soprattutto come autrice per il teatro. Nel 2020 ha esordito come drammaturga nell'Off-Broadway con Paris, mentre nel 2023 ha portato al debutto la sua commedia drammatica Primary Trust, premiata con il Premio Pulitzer per la drammaturgia nel 2024.

## Teatro (parziale)
- Paris (2020)
- Primary Trust (2023)

## Filmografia parziale

### Cinema
- Come Play, regia di Jacob Chase (2020)
- The Surrogate, regia di Jeremy Hersh (2020)

### Televisione
- Daredevil - serie TV, episodi 1x9 e 1x13 (2015)
- Show Me a Hero - serie TV, episodi 1x3 e 1x4 (2015)
- The Americans - serie TV, episodi 6x1 e 6x6 (2018)
- The Punisher - serie TV, episodio 2x12 (2019)
- The Good Fight - serie TV, 3 episodi (2019)
- Instinct - serie TV, episodio 2x2 (2019)

## Doppiatrici italiane
- Paola Majano in Come Play